# David Willison
Sir David John Willison, KCB, OBE, MC (* 25. Dezember 1919 in Camberley, Surrey, England; † 24. April 2009) war ein britischer Offizier und zuletzt Generalleutnant der British Army, der unter anderem zwischen 1972 und 1975 als Deputy Chief of the Defence Staff (Intelligence) stellvertretender Chef des Verteidigungsstabes für Nachrichtendienste war. Darüber hinaus fungierte er von 1975 bis 1978 im Verteidigungsministerium des Vereinigten Königreichs im Range eines stellvertretenden Unterstaatssekretärs als Generaldirektor für Nachrichtendienste und war zudem zwischen 1977 und 1982 Chief Royal Engineer und damit offizieller Chef des Ingenieurkorps der britischen Armee.

## Leben
David John Willison, Sohn von Brigadegeneral Arthur Cecil Willison, DSO, MC (1896–1966), und dessen Ehefrau Hyacinth D’Arcy Vigors, begann nach dem Besuch des Wellington College in Crowthorne eine Offiziersausbildung an der Royal Military Academy Woolwich. Nach deren Abschluss wurde er 1939 in das Korps der Royal Engineers aufgenommen und nahm am Zweiten Weltkrieg teil, wobei ihm für seine militärischen Verdienste während der Operation Neptune beim D-Day, der alliierten Landung in der Normandie, und andere Einsätze 1945 das Military Cross (MC) verliehen wurde. In der Nachkriegszeit folgten zahlreiche Verwendungen als Offizier und Stabsoffizier, wofür er 1958 Officer des Order of the British Empire (OBE) wurde.
Als Lieutenant-Colonel war Willison zwischen Januar 1961 und Mai 1963 Kommandeur des 38th Engineer Regiment. Im Februar 1967 wurde er als Brigadier im Verteidigungsministerium des Vereinigten Königreichs stellvertretender Direktor für militärische Nachrichtendienste (Deputy Director of Military Intelligence) und hatte diesen Dienstposten bis Januar 1970 inne. Danach wechselte er im Januar 1970 zur Britischen Rheinarmee BAOR und war dort bis Februar 1971 Assistierender Chef des Stabes für Nachrichtendienste (British Army of the Rhine, Assistant Chief of Staff, Intelligence). Danach fungierte er von Februar 1971 bis Juli 1972 nach seiner Beförderung zum Major-General als Director of Service Intelligence und damit als Direktor für Nachrichtendienste der Streitkräfte. Nachdem er zum Lieutenant-General befördert worden war, löste er im Juli 1972 Vice -Admiral Sir Louis Le Bailly als Deputy Chief of the Defence Staff (Intelligence) ab. Er fungierte damit bis zu seiner Ablösung durch Air Marshal Sir Richard Gordon Wakeford im Mai 1975 als stellvertretender Chef des Verteidigungsstabes für Nachrichtendienste. Er wurde im Zuge der sogenannten „New Year Honours“ am 1. Januar 1973 als Knight Commander des Order of the Bath (KCB) geadelt, so dass er fortan das Prädikat „Sir“ führte.
Nach seinem Ausscheiden aus dem aktiven Militärdienst blieb Sir David Willison im Verteidigungsministerium und wurde erneut als Nachfolger von Sir Louis Le Bailly im Range eines stellvertretenden Unterstaatssekretärs (Deputy Under-Secretary of State) als Generaldirektor für Nachrichtendienste (Director General of Intelligence). Dieses Amt bekleidete er bis 1978 und wurde daraufhin von Air Chief Marshal Sir John Aiken abgelöst. Darüber hinaus fungierte er als Nachfolger von General Sir Charles Leslie Richardson von 1977 bis zu seiner Ablösung durch General Sir Hugh Beach 1982 als Chief Royal Engineer und damit als offizieller Chef des Ingenieurkorps der britischen Armee.
Willison war zwei Mal verheiratet. Aus seiner ersten 1941 geschlossenen Ehe mit der 1989 verstorbenen Betty Vernon Bates gingen ein Sohn und zwei Töchter hervor. 1994 heiratete er in zweiter Ehe Trisha Clitherow.